# Ahmed Ela
Ahmed Ela (ou Ahmed’Ela, Ahmed’lla, Amed Hela, Ahmedela, Hamed Ela, Hamedi'ela, Hamedali) est une localité du nord-est de l'Éthiopie, située à proximité de la frontière avec l'Érythrée, dans la zone 2 de la région Afar, à 977 km au nord-est d'Addis-Abeba. Considérée comme l'un des points les plus chauds de la planète, elle se trouve dans le désert Danakil, à 90 m sous le niveau de la mer.
C'est le campement de base pour les travailleurs du sel du lac Karoum, qui se trouve à quelques kilomètres, et à un moindre degré celui des voyageurs qui viennent découvrir le Dallol. Les caravanes de sel y passent souvent la nuit.

## Étymologie
Ahmed Ela peut être interprété comme « le puits d'Ahmed », le mot êla (ou qeela) signifiant « puits » en afar.

## Population
Comme les activités sont saisonnières, la population est difficile à estimer.

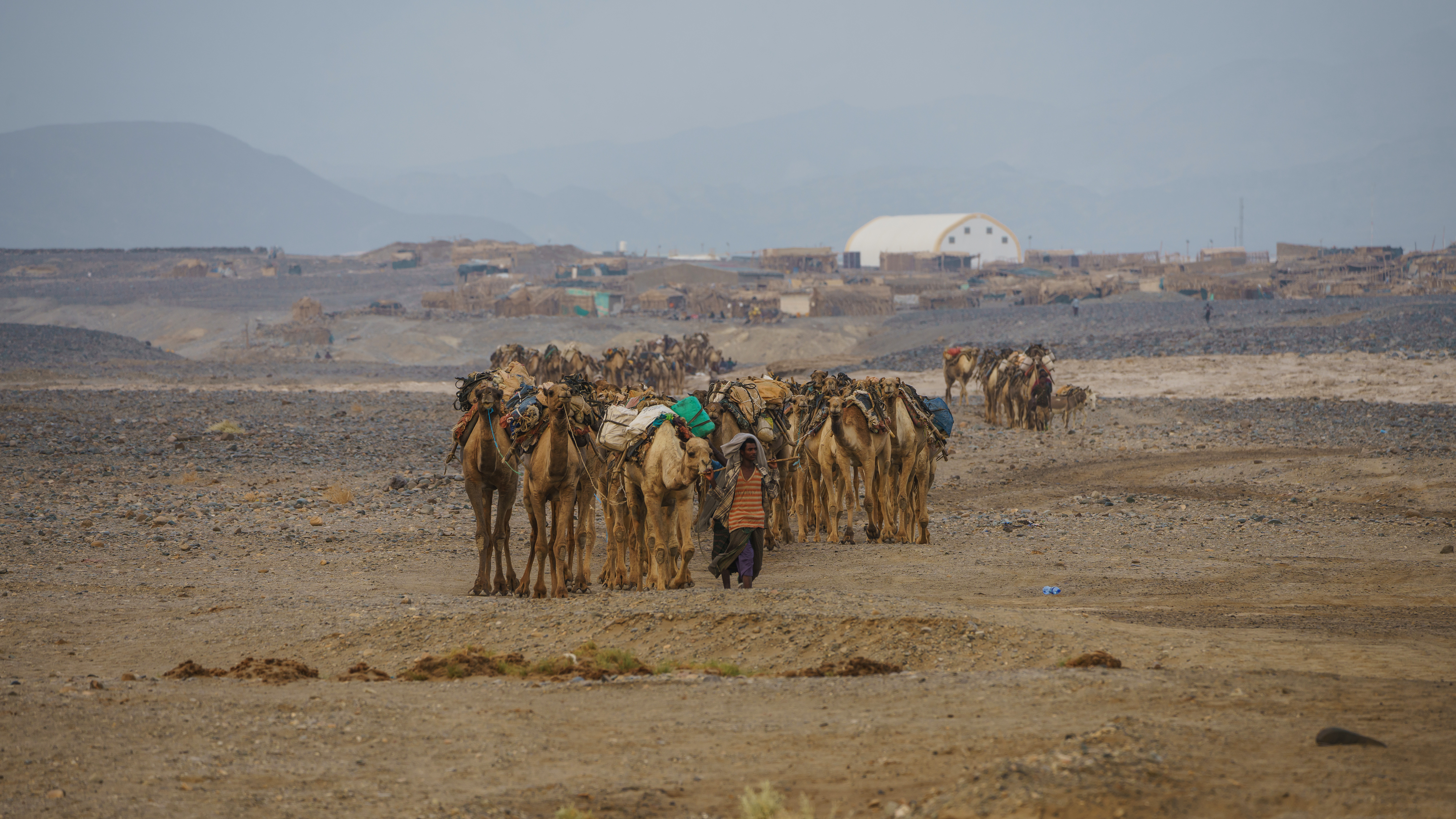
Caravane de sel.
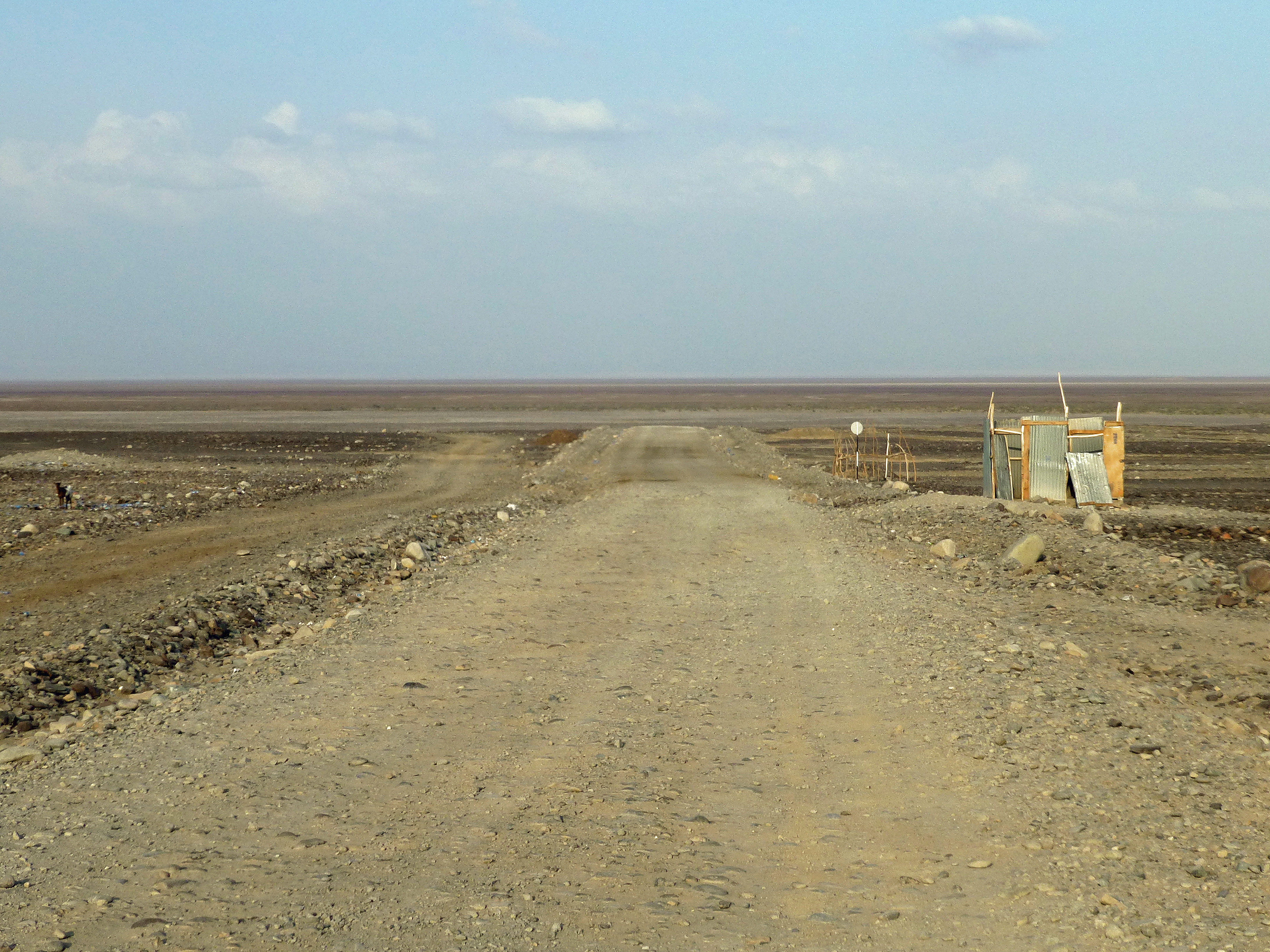
Fin de la route ouvrant sur le désert (2014).
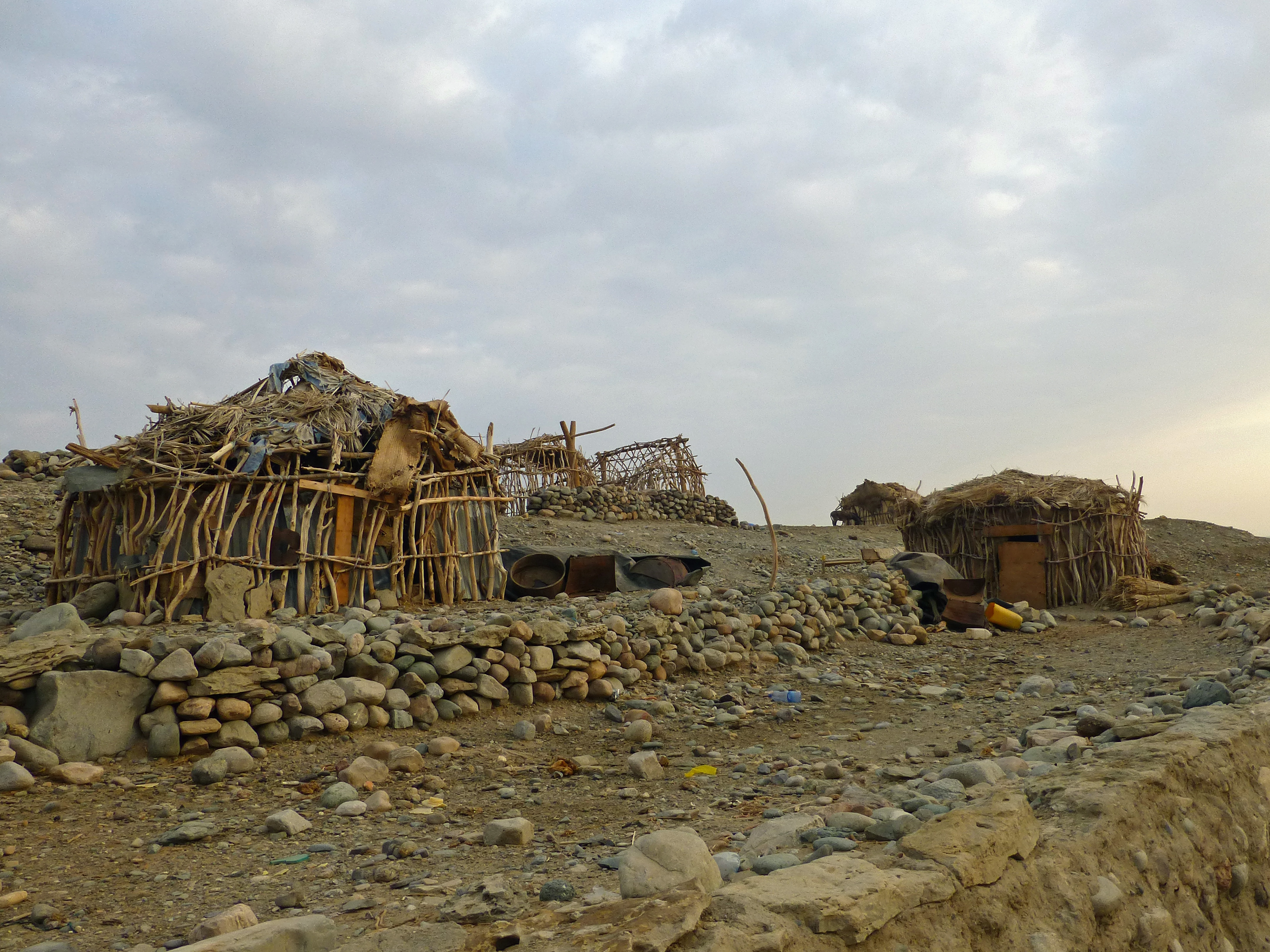
Habitations afar.
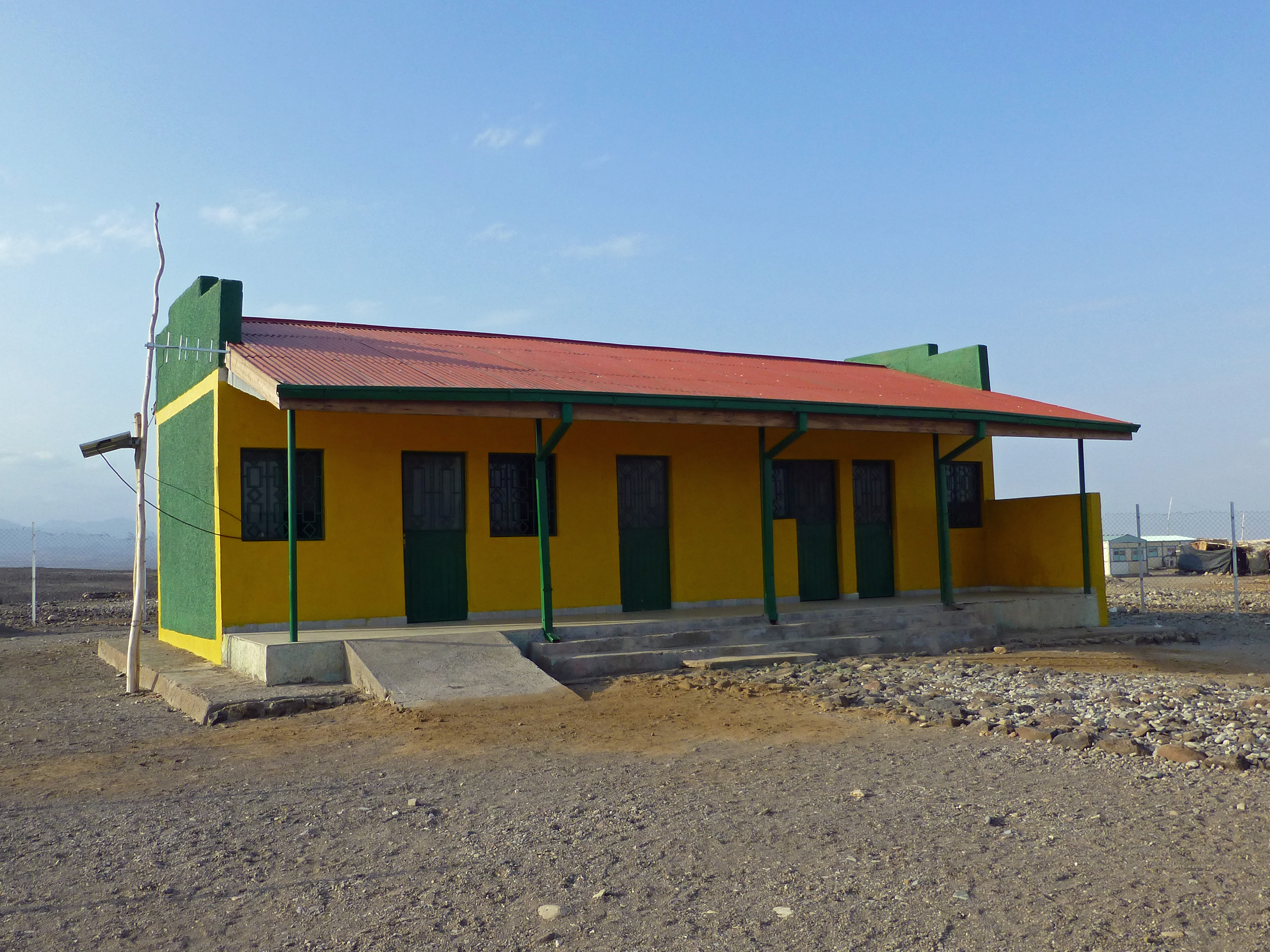
École.

## Éducation
Ahmed Ela dispose d'une école qui, en 2010, comptait quatre enseignants et 102 élèves âgés de 6 à 15 ans.

## Histoire contemporaine
Le 28 février 2007, cinq touristes européens, dont plusieurs membres des services diplomatiques britanniques, et leurs treize accompagnateurs éthiopiens y sont enlevés par Ugugumo, le Front uni démocratique révolutionnaire Afar. Ils sont libérés deux semaines plus tard.